# Birigui
Birigui är en stad och kommun i Brasilien och ligger i delstaten São Paulo. Den har strax över 100 000 invånare och är belägen cirka 10 kilometer sydost om den något större grannstaden Araçatuba.

## Demografi
| Område     | Areal (km²)   | Invånarantal 1 augusti 2000 | Invånarantal 1 augusti 2010 | Invånarantal 1 juli 2014 |
| ---------- | ------------- | --------------------------- | --------------------------- | ------------------------ |
| Kommun     | 530,92        | 94 300                      | 108 728                     | 117 143                  |
| Centralort | Ingen uppgift | 91 018                      | 105 487                     | Ingen uppgift            |